# 岡村雅夫
岡村 雅夫（おかむら まさお、1919年1月1日 - 2005年6月27日）は日本の政治家。高知県安芸郡芸西村長などを歴任する。

## 来歴
高知県出身。関西大学専門部卒。旧安芸郡西分村役場に入り、県水産課雇員、西分村の助役などを経て、1946年に27歳で官選時代の西分村長に就任。1947年に西分村長選挙で当選。1954年、西分、馬ノ上、和食の旧3村が合併して誕生した芸西村の初代村長に当選した。その後、連続13選（うち10選が無投票当選）を果たし、1996年8月に村長在任50年を迎えた。同年10月に最後は「体力の限界」と任期2年を残したまま引退した。芸西村役場に顕彰碑が建てられている。
地方自治体首長の連続13選は公選首長では全国最多である。

## 栄典
- 1978年 - 藍綬褒章
- 1989年 - 勲三等瑞宝章